# Tagliamento
Tagliamento er en flod i det nordlige Italien med udløb i Venedigbugten. Floden ligger i regionen Friuli-Venezia Giulia, men danner på de sidste ca. 30 km grænsen mellem den førnævnte og regionen Veneto. Floden er i alt 178 km lang.
Floden løber gennem byerne Latisana og San Michele al Tagliamento og tæt ved Tolmezzo og Spilimbergo. Ved udløbet ligger desuden de berømte turistbyer Bibione og Lignano Sabbiadoro.